# Feuerwehrlaufkarte

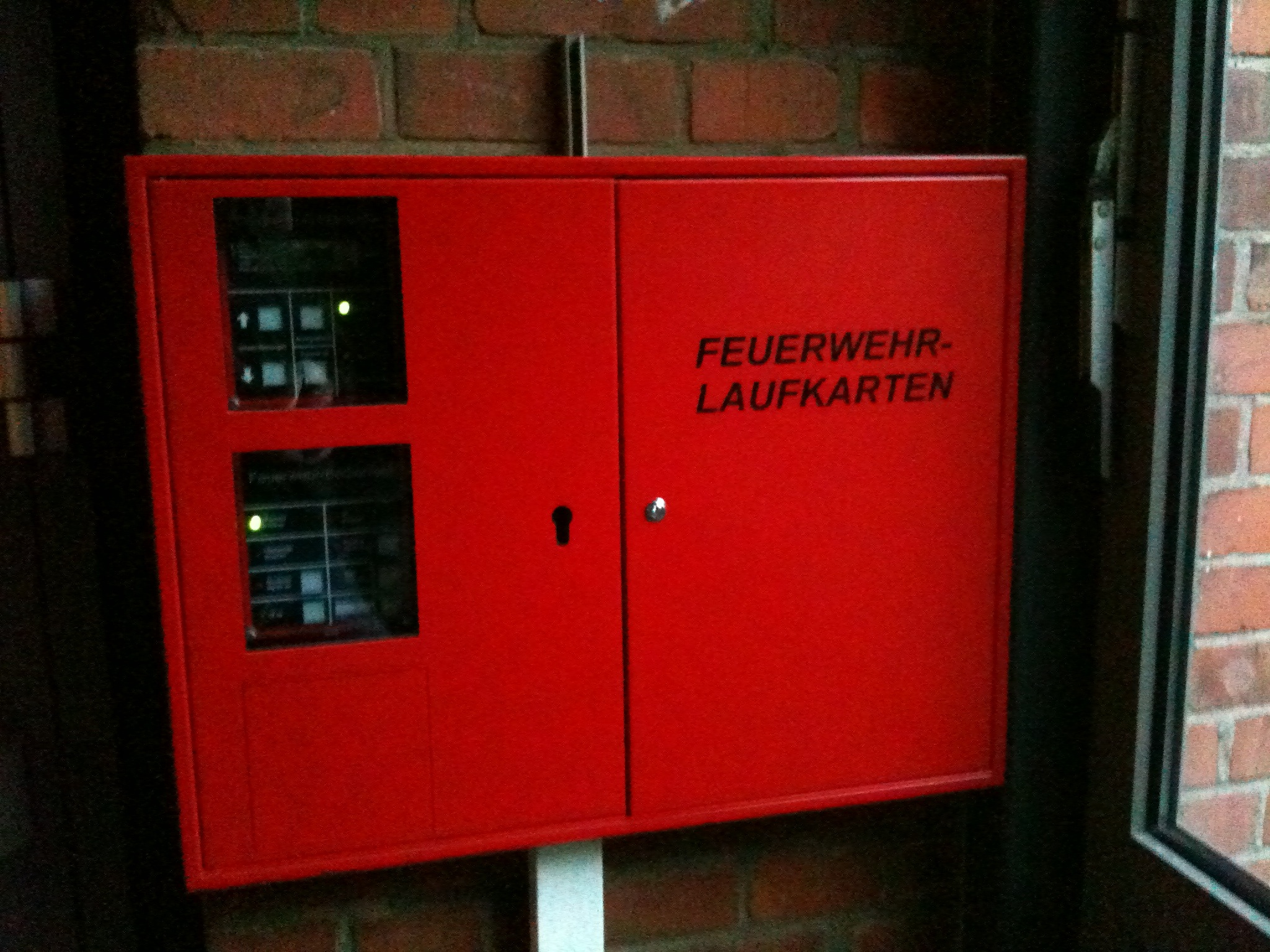
Erstinformationsstelle für die Feuerwehr mit Feuerwehrlaufkarten neben Feuerwehr-Anzeigetableau und Feuerwehr-Bedienfeld.

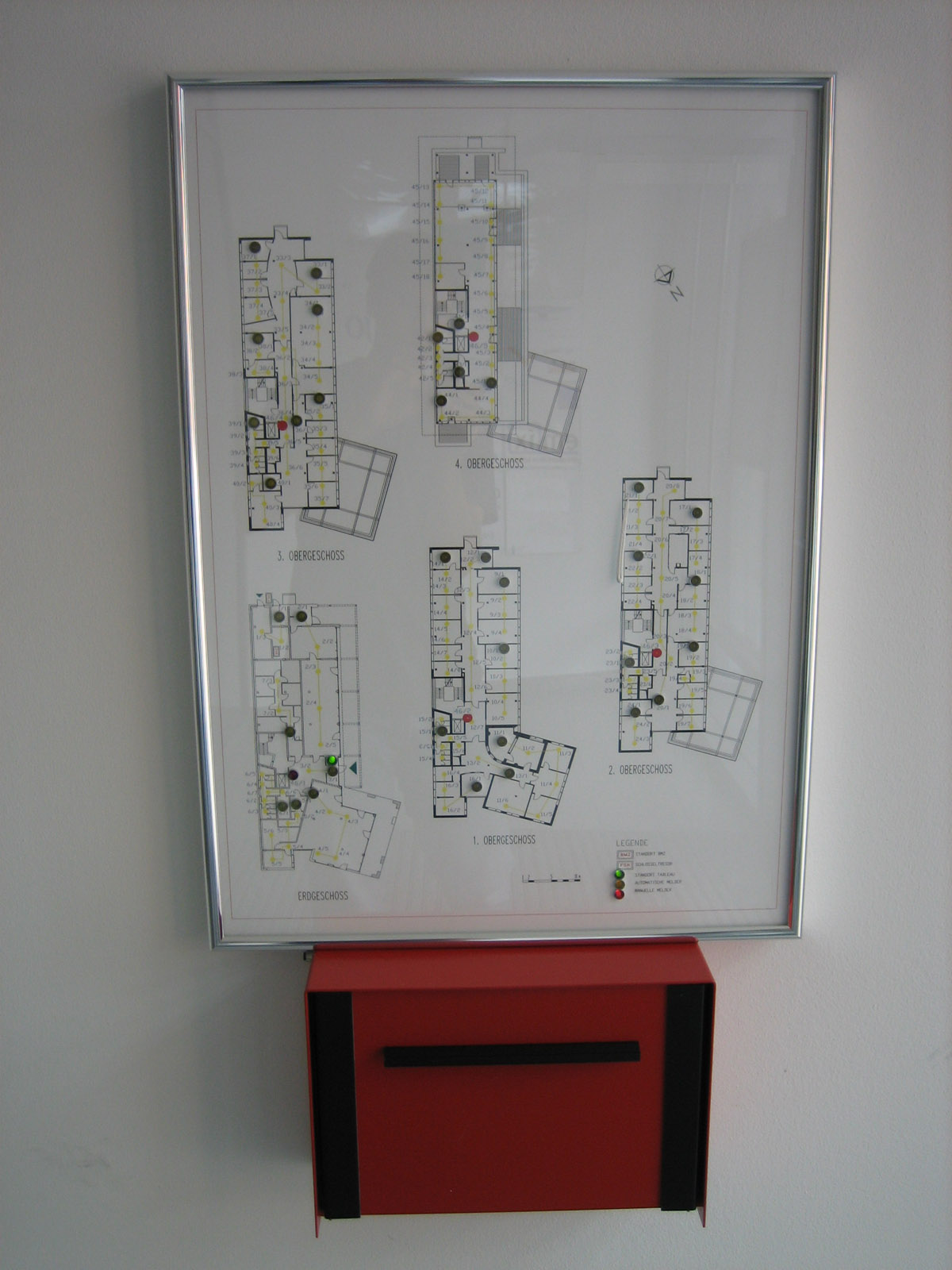
Ein Brandmeldetableau mit Feuerwehrlaufkarten

Als Feuerwehr-Laufkarten werden in Deutschland Hinweisformulare bezeichnet, die der Feuerwehr bei Alarmauslösung in Gebäuden mit baurechtlich geforderter oder freiwillig errichteter Brandmeldeanlage (BMA) den Weg von der Brandmelderzentrale (BMZ), Feuerwehr-Bedienfeld (FBF) oder Feuerwehr-Anzeigetableau (FAT) bis zum ausgelösten Brandmelder aufzeigen.

## Normative Anforderungen
Feuerwehr-Laufkarten werden überwiegend von den Fachfirmen nach DIN 14675 und/oder nach Vorgaben der örtlichen Feuerwehr jeweils objektspezifisch angefertigt. Die Pläne sind in DIN A5, DIN A4 oder in DIN A3 gehalten. Dies kann von Landkreis zu Landkreis unterschiedlich festgelegt worden sein. Die Festlegung erfolgt in der Regel in die gültigen technischen Anschaltbedingungen (TAB) für Brandmeldeanlagen des jeweiligen Landkreises oder der Berufsfeuerwehr.
Laut DIN 14675 sind die Feuerwehr-Laufkarten griffbereit an der BMZ oder der Erstinformationsstelle für die Feuerwehr aufzubewahren. Das Depot für die Feuerwehr-Laufkarten ist gegen unberechtigten Zugriff zu sichern.

## Inhalt
Das Vorhandensein der Karten ist eine der Voraussetzungen zur Aufschaltung der Brandmeldeanlage bei der zuständigen Feuerwehr. Auf den Karten werden die Brandmelder jeweils einer Meldegruppe der BMZ, das Feuerwehrschlüsseldepot (FSD), der Gebäudezugang sowie der Standort der Brandmelderzentrale, der Übertragungseinrichtung (UE), des Feuerwehr-Bedienfelds (FBF), des Feuerwehr-Anzeigetableaus (FAT) sowie aller für die Feuerwehreinsatzkräfte relevanten Einrichtungen eingezeichnet. Zudem sind auf der Laufkarte weitere Informationen vermerkt, wie z. B. die Art des Melders. Je Meldergruppe der BMZ wird eine Feuerwehr-Laufkarte benötigt.
Feuerwehr-Laufkarten sind meist beidseitig bedruckt (je nach Vorgabe der Feuerwehr) ausgeführt; auf der Vorderseite ist auf einem Etagenplan der Weg von der BMZ, FBF oder FAT zum entsprechenden Treppenraum gekennzeichnet, auf der Rückseite ist der Weg vom Treppenraum zur Meldergruppe im Zielgeschoss eingezeichnet. Auf einer einzelnen Laufkarte sind jeweils alle Melder einer Meldergruppe aufgeführt.
Ein taktischer Grundsatz bei der Nutzung von Laufkarten besagt, dass die vorgehenden Einsatzkräfte immer dem Weg auf der Laufkarte folgen sollen, auch wenn Mitarbeiter des betroffenen Objekts einen vermeintlich besseren Weg kennen.